# Jag har en vän som älskar mig
Jag har en vän som älskar mig är en psalm om Jesu kärlek och makt diktad och komponerad av Nils Frykman från 1895. Den publicerades i ”Sanningsvittnet" den 14 mars samma år, tillsammans med författarens egen melodi (F-dur, 3/4).

## Publicerad i
- Hemlandssånger 1891 som nr 258 under rubriken "Tron".
- Svenska Missionsförbundets sångbok 1920 som nr 59 under rubriken "Jesu person"
- Förbundstoner 1957 som nr 65 under rubriken "Guds uppenbarelse i Kristus: Jesu person och verk".
- Psalmer och Sånger 1987 som nr 372  under rubriken "Fader, Son och Ande - Jesus, vår Herre och broder".[2]
- Lova Herren 1988 som nr 430 under rubriken "Guds barns trygghet och frid" och består också av 4 verser, men hälften av dem är helt annorlunda.
- Segertoner 1988 som nr 357 under rubriken "Fader, son och ande - Jesus, vår Herre och broder".[1]